# Autovía Interconexión Norte-Sur
La Autovía Interconexión Norte-Sur o TF-2 se encuentra en la isla de Tenerife (Canarias, España). Con una longitud de 5,1 km, circunvala a Santa Cruz de Tenerife por el suroeste, enlazando las autovías autonómicas TF-1 y TF-5 que circunvalan parcialmente las costa de la isla, la primera hacia el sur, mientras que la segunda hacia el noroeste. 
La TF-2 comienza en la  TF-1  a la altura de la localidad de Santa María del Mar y finaliza en la  TF-5  a la altura de Guajara (unos 2 km al sureste de San Cristóbal de La Laguna)

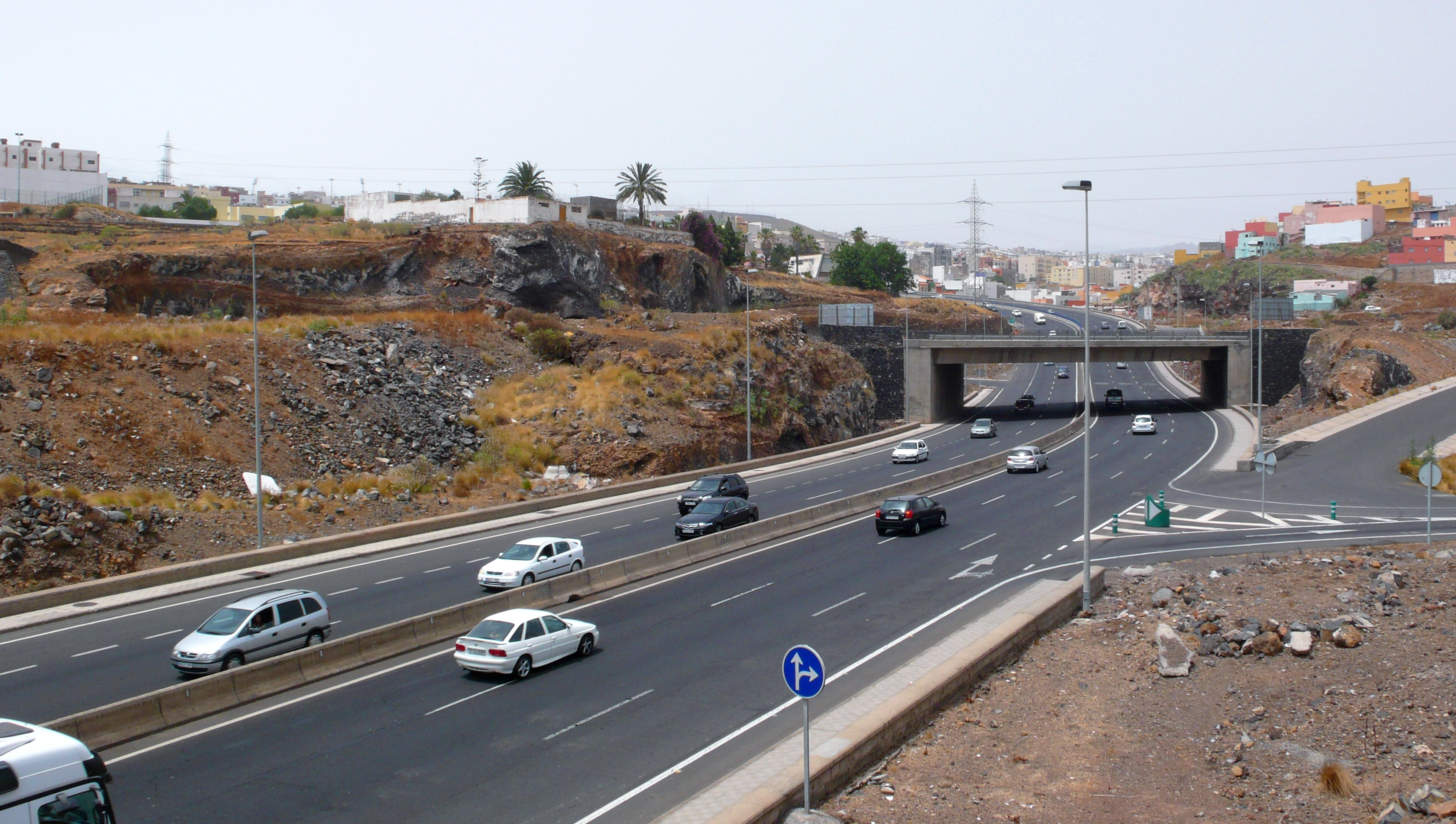
Autovía Norte-Sur

## Municipios
- Santa Cruz de Tenerife
- San Cristóbal de la Laguna